# لورنس تين دام
لورنس تين دام (بالهولندية: Laurens ten Dam)‏ ولد بتاريخ 13 نوفمبر 1980 في بيدوم، هولندا، هو دراج هولندي سابق في صنف سباق الدراجات على الطريق. سبق أن شارك في دورة الألعاب الأولمبية الصيفية.

## سجل النتائج

### سباقات أو مراحل فاز بها
- بطولة العالم لسباق الدراجات على الطريق

### المراكز
- حقق المركز الـ 10 في طواف سويسرا 2008
- حقق المركز الـ 5 في داون أندر 2011
- حقق المركز الـ 6 في طواف كاليفورنيا 2011
- حقق المركز الـ 8 في طواف سويسرا 2011
- حقق المركز الـ 8 في طواف إسبانيا 2012
- حقق المركز الـ 8 في طواف كاليفورنيا 2014
- حقق المركز الـ 9 في سباق طواف فرنسا 2014

### سباقات أو مراحل فاز بها
| التاريخ        | السباق                             | المركز                                          |
| -------------- | ---------------------------------- | ----------------------------------------------- |
| 05 يونيو 2005  | طواف لوكسمبورغ 2005                | الثامن في التصنيف العام                         |
| 18 يونيو 2005  | ستير إليكتروير 2005                | المركز الثالث                                   |
| 16 سبتمبر 2005 | كامبيونشاب فان فلانديرن 2005       | الثامن في التصنيف العام                         |
| 30 مارس 2006   | روت أديلي 2006                     | السابع في التصنيف العام                         |
| 07 مايو 2006   | أربعة أيام من دونكيرك 2006         | الخامس في التصنيف العام                         |
| 30 يوليو 2006  | بولينورماند 2006                   | السابع في التصنيف العام                         |
| 06 فبراير 2007 | سباق جائزة لا مارسيليس الكبرى 2007 | الخامس في التصنيف العام                         |
| 24 يونيو 2007  | طواف سويسرا 2007                   | الخامس في تصنيف الجبال                          |
| 22 يونيو 2008  | طواف سويسرا 2008                   | العاشر في التصنيف العام                         |
| 23 يناير 2011  | داون أندر 2011                     | الخامس في التصنيف العام                         |
| 17 أبريل 2011  | فولتا كاستيلا ليون 2011            | العاشر في التصنيف العام                         |
| 22 مايو 2011   | طواف كاليفورنيا 2011               | السادس في التصنيف العام                         |
| 19 يونيو 2011  | طواف سويسرا 2011                   | الثاني في تصنيف الجبال، الثامن في التصنيف العام |
| 11 مارس 2012   | باريس-نيس 2012                     | التاسع في تصنيف الجبال                          |
| 09 سبتمبر 2012 | طواف إسبانيا 2012                  | الثامن في التصنيف العام                         |
| 17 فبراير 2013 | طواف هوت فار 2013                  | المركز الثالث                                   |
| 19 مايو 2013   | طواف النرويج 2013                  | الثامن في التصنيف العام                         |
| 21 يوليو 2013  | سباق طواف فرنسا 2013               | المرتبة 13 في التصنيف العام                     |
| 18 مايو 2014   | طواف كاليفورنيا 2014               | الثامن في التصنيف العام                         |
| 27 يوليو 2014  | سباق طواف فرنسا 2014               | التاسع في التصنيف العام                         |

## وصلات خارجية
- الموقع الرسمي

## روابط خارجية
- لورنس تين دام على موقع الاتحاد الدولي للدراجات (الإنجليزية)
- لورنس تين دام على موقع أرشيف الدراجات (الإنجليزية)
- لورنس تين دام على موقع إحصائيات الدراجات الإحترافية (الإنجليزية)
- لورنس تين دام على موقع نسبة الدراجات (الإنجليزية)
- لورنس تين دام على موقع CycleBase (الإنجليزية)
- لورنس تين دام على موقع أوليمبيديا (الإنجليزية)